# 鞭蛇屬
鞭蛇屬（學名：Masticophis）是蛇亞目游蛇科下的一個蛇屬，以身體幼長為特色，目前有9個種已被確認。

## 品種
- 克拉里昂島鞭蛇（Masticophis anthonyi，Stejneger，1901）
- 下加利福尼亞州鞭蛇（Masticophis aurigulus，Cope，1861）
  - Masticophis aurigulus aurigulus（Cope）
  - Masticophis aurigulus barbouri（Van Denburgh & Slevin，1921）
- 索諾拉鞭蛇（Masticophis bilineatus）
  - 索諾拉鞭蛇（Masticophis bilineatus bilineatus，Jan，1863）
  - 阿佐山鞭蛇（Masticophis bilineatus slevini，Lowe & Norris，1955）
- 馬鞭蛇（Masticophis flagellum）
  - 索諾拉馬鞭蛇（Masticophis flagellum cingulum，Lowe & Woodin，1954）
  - 東部馬鞭蛇（Masticophis flagellum flagellum，Shaw，1802）
  - 下加利福尼亞州馬鞭蛇（Masticophis flagellum fuliginosus，Cope，1895）
  - 條紋馬鞭蛇（Masticophis flagellum lineatulus，Smith，1941）
  - 紅馬鞭蛇（Masticophis flagellum piceus，Cope，1892）
  - 豪阿金馬鞭蛇（Masticophis flagellum ruddocki，Brattstrom & Warren，1953）
  - 西部馬鞭蛇（Masticophis flagellum testaceus，Say，1823）
- 加州鞭蛇（Masticophis lateralis）
  - 阿拉米達條紋蛇（Masticophis lateralis euryxanthus，Riemer，1954）
  - 加州條紋蛇（Masticophis lateralis lateralis，Hallowell，1853）
- 新熱帶鞭蛇（Masticophis mentovarius）
- 斯哥特鞭蛇（Masticophis schotti）
  - 魯斯萬鞭蛇（Masticophis schotti ruthveni，Ortenburger，1923）
  - 斯哥特鞭蛇（Masticophis schotti schotti，Baird & Girard，1853）
- 帶紋鞭蛇（Masticophis taeniatus）
  - 澳洲帶紋鞭蛇（Masticophis taeniatus australis，Smith，1941）
  - 中德州鞭蛇（Masticophis taeniatus girardi，Stejneger & Barbour，1917）
  - 柯氏鞭蛇（Masticophis taeniatus ornatus，Baird & Girard，1853）
  - 沙漠帶紋鞭蛇（Masticophis taeniatus taeniatus，Hallowell，1852）

## 外部連結
（英文）TIGR爬蟲類資料庫：鞭蛇屬